# Mauricio Marin
Mauricio Ousman Marin (Berlino, 21 aprile 1994) è un cestista tedesco.